# Бег (Ланд)
Бег (фр. Baigts) насеље је и општина у југозападној Француској у региону Аквитанија, у департману Ланд која припада префектури Дакс.
По подацима из 2011. године у општини је живело 342 становника, а густина насељености је износила 29,38 становника/km². Општина се простире на површини од 11,64 km². Налази се на средњој надморској висини од 92 метара (максималној 122 m, а минималној 32 m).

## Демографија
| 1962. | 1968. | 1975. | 1982. | 1990. | 1999. | 2011. |
| ----- | ----- | ----- | ----- | ----- | ----- | ----- |
| 389   | 407   | 400   | 354   | 350   | 322   | 342   |

График промене броја становника у току последњих година